# Metro van Manilla

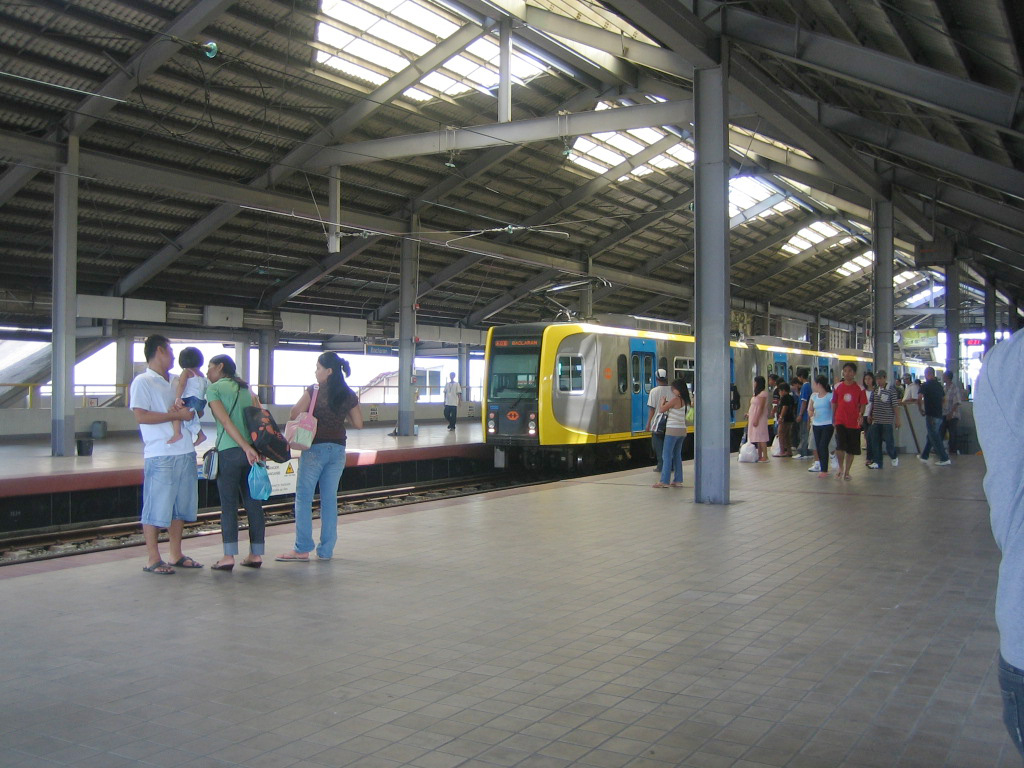
Wachtende reizigers in station Baclaran in Parañaque City

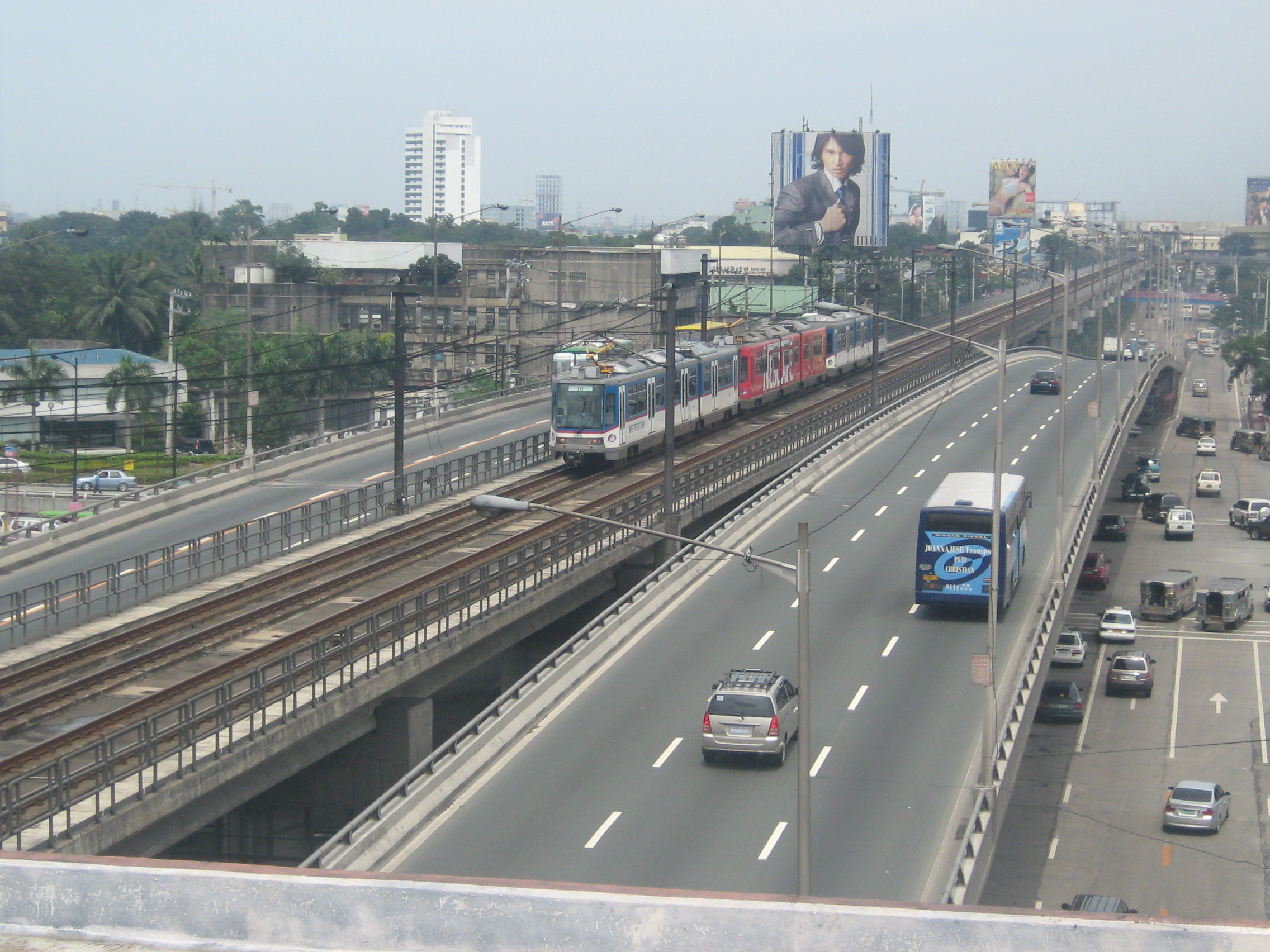
MRT-3 trein in Quezon City met reclame voor Nescafé

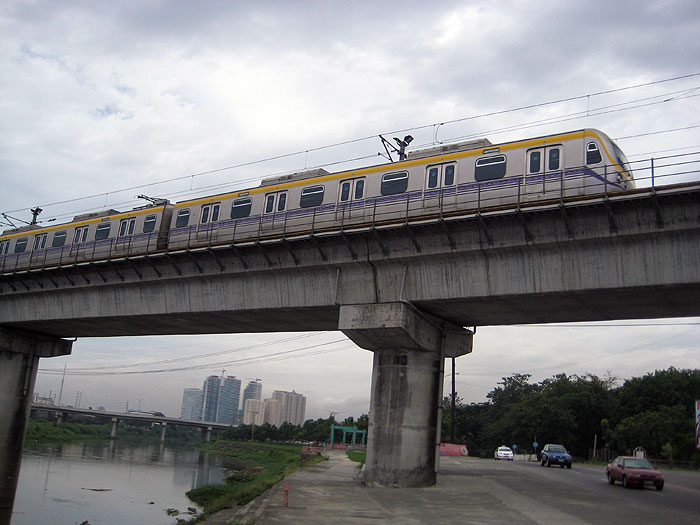
Een metrotrein van LRT-2, die de Marikina passeert

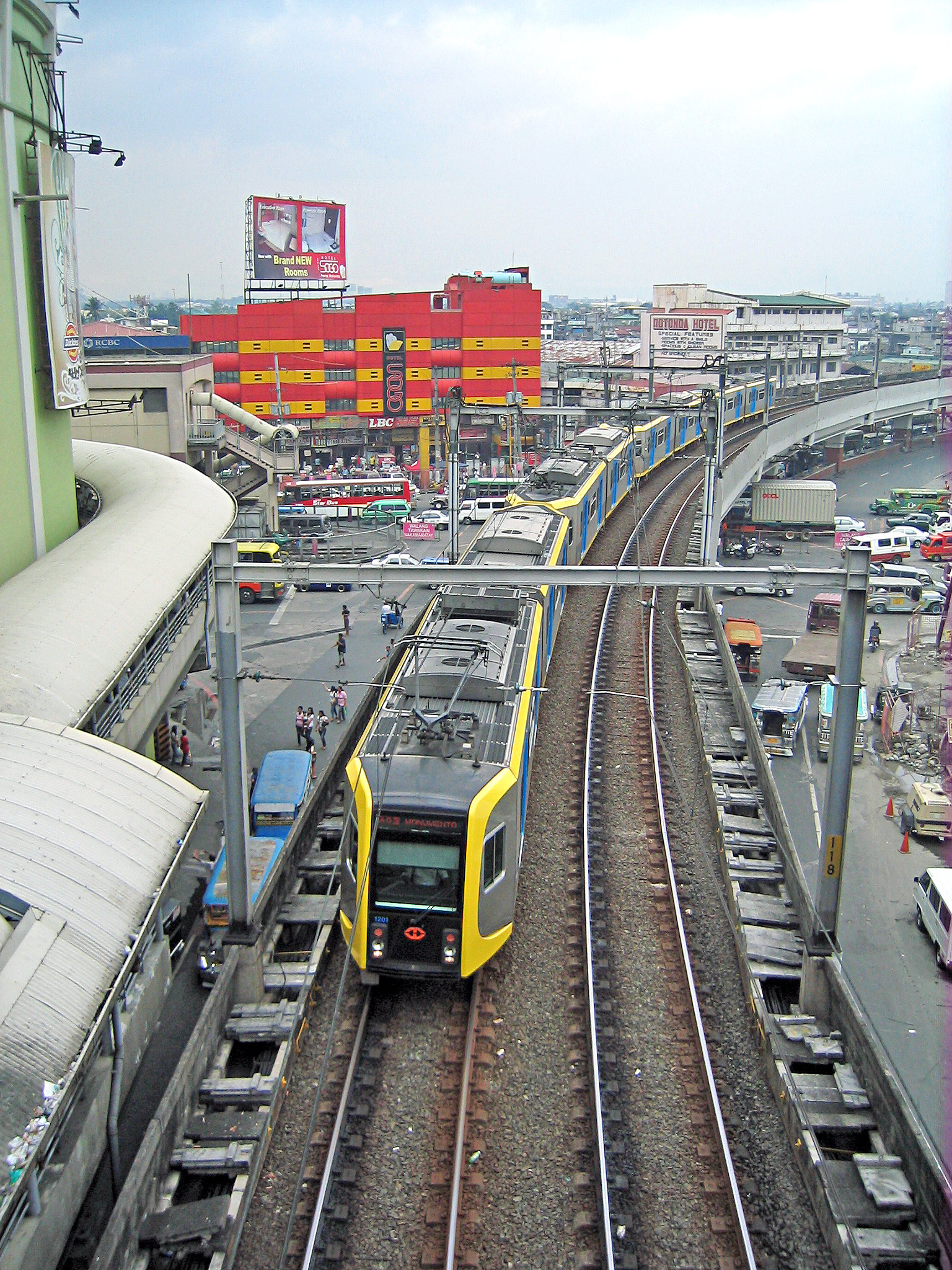
Materieel van derde generatie van de gele lijn, nabij station Taft

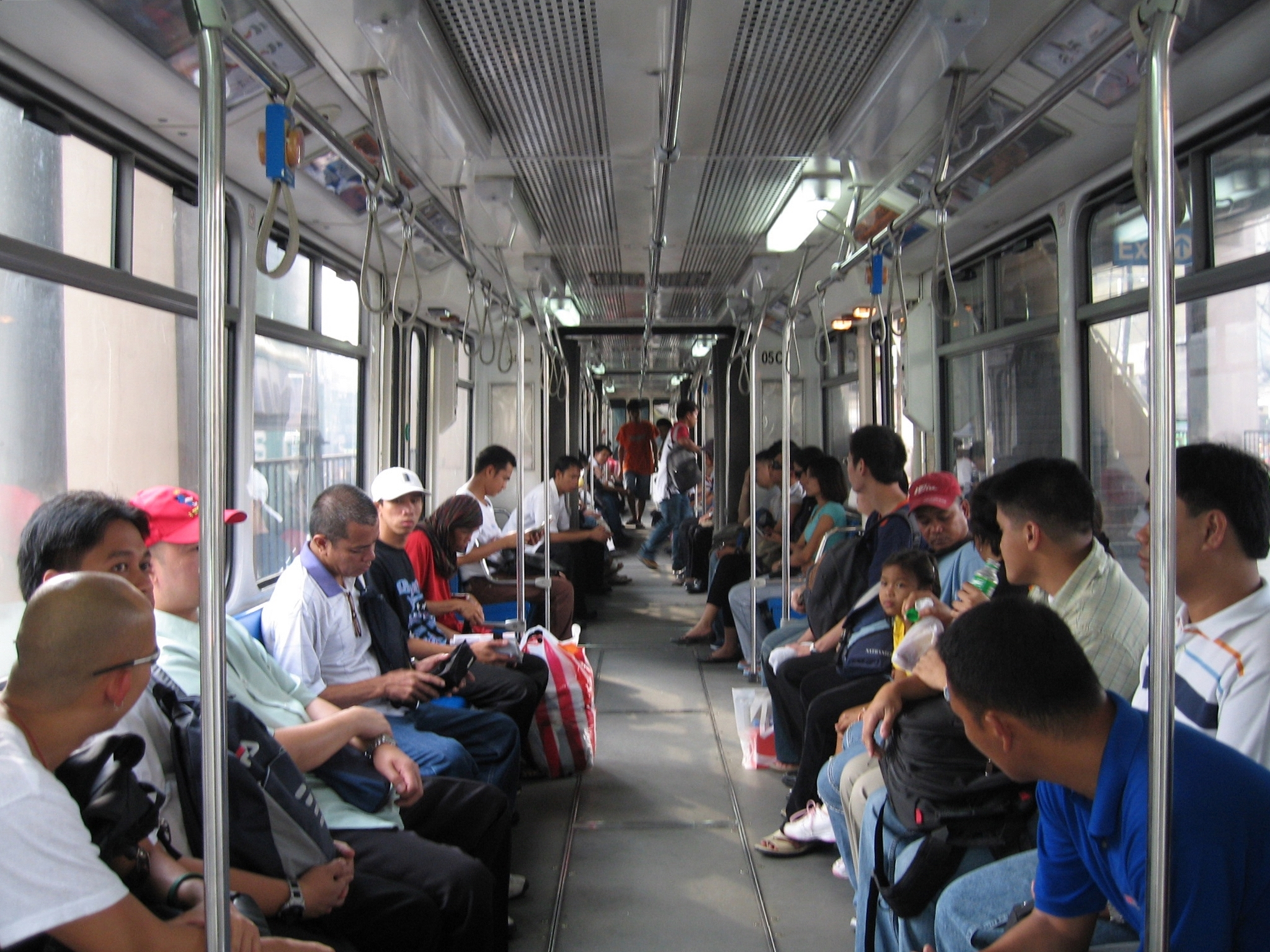
Interieur van een MRT-3 trein

De metro van Manilla is het metrostelsel van de stedelijke agglomeratie rond Manilla, de hoofdstad van de Filipijnen. Deze sterk verstedelijkte regio met zo'n twaalf miljoen inwoners vormt het politieke, economische en culturele centrum van de archipel. Het systeem kent drie op pilaren gebouwde lijnen die in het midden van grote boulevards zijn geplaatst. Van de drie lijnen zijn de LRT-1 en de MRT-3 lichte metrolijnen en de LRT-2 een volwaardige metrolijn.
De eerste twee lijnen zijn in de jaren 1980 en -90 gebouwd als verhoogde metrolijnen en worden bereden door lightrailvoertuigen. Bij de nieuwste lijn, die ook verhoogd is aangelegd worden bredere en zwaardere metrotreinen gebruikt. De lijnen worden ook met hun kleuren aangeduid, respectievelijk geel, paars en blauw. Het lokaal met name als LRT en MRT bekende systeem vervoerde in 2008 gemiddeld 948.000 passagiers per dag, iets meer dan de Amsterdamse, Brusselse en Rotterdamse bij elkaar opgeteld. De opening van het stelsel vond plaats in 1984, een primeur binnen Zuidoost-Azië.

## Netwerk
De drie lijnen hebben ter onderscheiding zowel een kleur als een cijfer. LRT-1, of Metrorail, (Light Rail Transit 1) wordt op de kaart met geel aangegeven. LRT-2, of Megatren, met paars en MRT-3 (Metro Rail Transit System 3), bijgenaamd Metrostar (Express), met blauw. Samen met een enkele treindienst van de Filipijnse spoorwegen tussen Manilla en haar zuidelijke voorsteden vormt de metro het Strong Republic Transit System, het plan van het uitvoerend bureau van de president van de Filipijnen voor personenvervoer per spoor in de hoofdstedelijke regio.
De gele lijn heeft op een traject van 17,2 kilometer negentien stations en verloopt in noord-zuidrichting. Om kosten te besparen werd gekozen voor een bovengrondse aanleg van de spoorbaan. Hierbij werd gebruikgemaakt van meerdere vrijwel rechte en brede verbindingswegen evenwijdig aan de kust. In het midden van de boulevards werden prefab betonnen palen geplaatst, waarbij rekening gehouden werd met het voorkomen van aardbevingen. Negen stations openden eind 1984 en na het overbruggen van de Pasig werden medio 1985 nog negen stations geopend. De perrons van de eerste lijn kunnen slechts met de trap bereikt worden; bij de latere lijnen is wel rekening gehouden met mindervaliden. De stations Balintawak, Central en Monumento bieden overstapmogelijkheden op bussen en jeepneys. De overige stations geven vaak aansluiting op een jeepney of tricycle. Net als de andere twee is de gele lijn gebouwd met een spoorwijdte van 1435 mm. Sinds 2007 wordt de gele lijn uitgebreid vanaf het noordelijke eindpunt in oostelijke richting. Station Balintawak en Roosevelt openden als eerste nieuwe stations en het gat tussen LRT-1 en LRT-2 zal met de bouw van nog twee stations gesloten worden. Vanaf station Doroteo José is een loopbrug gebouwd naar Recto, het eindstation van de paarse lijn. Vanaf EDSA kan via de loopbrug overgestapt worden op de blauwe lijn.
De paarse lijn kent elf stations, heeft een lengte van 13,8 kilometer en is in oost-westrichting aangelegd. Opnieuw is gebouwd boven brede wegen door het aanleggen van een verhoogde baan op pilaren. Een uitzondering vormt het ondergrondse station Katipunan. LRT-3 is de nieuwste van de drie; medio 2003 openden als eerste de vier oostelijke stations, een jaar later volgden de zeven andere. Ook het oostelijke deel van metro Manilla, Pasig City bijvoorbeeld, is door deze uitbreiding beter ontsloten.
De blauwe lijn doet op een lengte van 16,95 kilometer 13 stations aan. De spoorbaan is wederom (grotendeels) in een op pilaren verhoogde baan geplaatst. Kleine stukken van LRT-2 verlopen op maaiveld- of ondergronds niveau. De lijn heeft de gebogen vorm van de brede ringweg waarover deze meeloopt, de EDSA, de belangrijkste ringweg van de regio. Vanaf het noorden gezien worden Quezon City, San Juan City, Mandaluyong, Makati en Pasay City door de MRT met elkaar verbonden. Het noordelijke eindpunt North Avenue bevindt zich vlak bij enkele grote winkelcentra en is tot een vervoersknooppunt uitgegroeid. In de toekomst wordt dit een overstap voor de gele lijn en wellicht in de verre toekomst voor MRT-7. Araneta Center-Cubao geeft een overstap op de paarse lijn. Na bestuurlijke voorbereiding en slechts twee jaar constructie werd de tweede en inmiddels drukste lijn van het systeem voor publiek geopend eind 1999. Aanvankelijk waren de perrons slechts met de trap bereikbaar, inmiddels zijn bij enkele stations ook liften gebouwd.
| Lijn   | Terminals                     | Geopend  | Lengte  | Stations |
| ------ | ----------------------------- | -------- | ------- | -------- |
| LRT-1  | Dr. Santos - Fernando Poe Jr. | 1984/'85 | 25,9 km | 25       |
| LRT-2  | Recto - Antipolo              | 2003/'04 | 17,6 km | 13       |
| MRT-3  | Taft Avenue - North Avenue    | 1999/'00 | 17,0 km | 13       |
| Totaal | Totaal                        | Totaal   | 60,5 km | 51       |

## Techniek en materieel
De LRT-1 beschikt over drie verschillende typen voertuigen. De eerste generatie werd gebouwd door een Belgische consortium waarin onder meer ACEC en BN Constructions Ferroviaires et Métalliques (nu onderdeel van Bombardier) participeerden. De Belgische overheid verleende een zachte lening. De serie is genummerd vanaf 1000. Oorspronkelijk bestonden deze lightrailtreinen uit twee dubbelgelede stellen die werden gekoeld via ventilatoren in het dak. De capaciteit per combinatie was maximaal 748 passagiers bij een lengte van 60 meter. Met enkele aanpassingen werden deze voertuigen met de helft verlengd en tegenwoordig doet dit materieel meestal met drie gekoppelde stellen dienst. Tevens is er airconditioning ingebouwd waardoor het reizen aangenamer is geworden. Later kwamen opnieuw lightrailtreinen van Hyundai en Adtranz (1100-serie) en Kinki Sharyo (1200-serie) in gebruik. Deze 106 meter lange voertuigen met airconditioning bestaan uit vier enkelgelede treinstellen en zijn berekend op 1350 reizigers. Het totale aantal treinen groeide door de jaren heen tot veertig en zo breidde de capaciteit van het spoor zich geleidelijk uit. Via een bovenleiding worden de voertuigen met 750 volt gelijkspanning gevoed. De maximumsnelheid van de oudste lijn is relatief laag: zestig kilometer per uur. Vooraan in de treinen is plaats gereserveerd voor senioren, gehandicapten, zwangeren en moeders met jonge kinderen. Daarnaast is er een deel van het voertuig slechts bestemd voor vrouwen.
Het materieel van LRT-2 bestaat uit zware metrotreinen, die gebouwd werden door Hyundai. De moderne airconditioned treinstellen bestaan uit drie bakken. In een gekoppelde trein zijn er 232 zitplaatsen en maximaal 1396 staanplaatsen volgens de vervoerder. In tegenstelling tot de gele lijn is de voeding met 1500 volt. De treinen hebben een lengte van 93 meter en een breedte van 3,2 meter, ruim een halve meter meer dan het materieel van LRT-1. De maximumsnelheid bedraagt 80 kilometer per uur. Een bijzonderheid is dat de metrotreinen geen bestuurders hebben, deze taak is overgenomen door een controlecentrum. Met camera's wordt toezicht op de voertuigen gehouden vanaf het centrum, zodat in- en uitstappen veilig verloopt. Net als de LRT-1 kent de paarse lijn speciale plaatsen voor senioren, gehandicapten, zwangeren en moeders met jonge kinderen en is er een vrouwengedeelte.
Over de sporen van MRT-3 wordt gereden met materieel van ČKD Tatra. Deze voertuigen zijn gebaseerd op de Tatra KT8D5Br, een tram van Tsjechische makelij. De dienst wordt meestal in een configuratie van drie dubbelgelede gekoppelde stellen uitgevoerd. De treinen zijn voorzien van airconditioning. Op de buitenkant van sommige treinen worden advertenties getoond, waardoor de treinen als vervoermiddel én rijdend reclamebord op de EDSA fungeren.

## Dienstuitvoering
De eerste trein van LRT-1 vertrekt om vijf uur 's morgens vanaf station Baclaran, waarnaast zich het depot van de lijn bevindt. De laatste trein vertrekt vanuit zuidelijke richting om half tien, deze trein rijdt terug vanaf Balintawak om tien uur. 's Weekends en op feestdagen wordt er een half uur eerder gestopt met de dienstregeling. In de spits wordt met een frequentie van eens per drie minuten gereden, anders met vijf tot zeven minuten. De LRT-2 hanteert eenzelfde tijdschema, met het verschil dat op alle dagen een half uur opgehouden wordt. LRT-2 rijdt in de spits eens per vijf minuten. De eerste dienst van MRT-3 begint 's morgens om vijf uur en er worden diensten gereden tot half elf 's avonds. In de spits rijden er twintig treinen per uur, de rest van de werkdagen twaalf per uur. Op zaterdag zijn dit er tien tot twaalf per uur, zondags rijden er slechts negen tot tien treinen per uur.
Beheer en exploitatie van de gele en paarse lijn is handen van de Light Rail Transit Authority, een vervoersbedrijf dat onderdeel uitmaakt van het ministerie genaamd 'Department of Transportation and Communications. Bij MRT-3 ligt dit iets anders, het beheer is wel in handen van de overheid maar de exploitatie is middels een contract ondergebracht bij de MRTC (Metro Rail Transit Corporation). De Manillese metro is vanuit westers oogpunt een zeer goedkoop openbaar vervoermiddel. Een enkele reis met LRT-1 kost anno 2010 tussen de 12 en 20 Filipijnse peso, afhankelijk van het aantal stations dat men passeert. Dit komt (eind september 2010) overeen met een bedrag tussen de 20 en 34 eurocent. Voor de LRT-2 ligt dit tussen de ₱ 12 en 15. De MRT rekent tussen de ₱ 11 en 15 voor een enkele reis.

## Voorgeschiedenis
Al in de Spaanse tijd opende het eerste openbaar vervoer in Manilla per spoor, in 1888 werd tussen Manilla en Malabon City een paardentram geopend. Deze lijn breidde zich in korte tijd uit tot een netwerk van vijf lijnen met een lengte van 16 kilometer en werd geëxploiteerd door La Compaña de Tranvias de Filipinas. Tien jaar later werd de elektrische tram geïntroduceerd in de Filipijnen, die intussen in Amerikaanse handen waren gekomen. In de jaren 20 was er een net met 53 kilometer spoorlengte aangelegd, dat door Meralco (Manila Electric Railroad and Light Company) werd bedreven. Tijdens de Tweede Wereldoorlog verslechterde het tramsysteem vanwege matig onderhoud en overstromingen. De verwoestingen tijdens de Slag om Manilla brachten de tram de genadeslag.
Na 1945 ontstond in de Filipijnen met behulp van achtergebleven legerjeeps een openbaar vervoerssysteem binnen de stad op basis van jeepneys. Bij de wederopbouw van de in puin geschoten stad werd door gebrek aan middelen tegen het herstellen van de tram gekozen. Eind jaren zestig werden plannen voor vervoer per monorail ontwikkeld, die geen groen licht kregen. De Japan International Cooperation Agency werd gevraagd een verkeer- en vervoersstudie te doen voor de groeiende metropool. Na een onderzoek van Freeman Fox and Associates gesteund door de Wereldbank werd in 1979 een ministerie opgericht voor het nieuwe transportsysteem. Het jaar daarna tekende Marcos de oprichtingsverklaring van de LRT autoriteit en na drie jaar bouw werd eind 1984 het eerste deel van de gele lijn geopend. De route van LRT-1 komt grotendeels overeen met het traject dat de trams van Meralco enkele decennia eerder volgden.

## Toekomst
Sinds 2007 wordt de gele lijn uitgebreid vanaf het oude noordelijke eindpunt in oostelijke richting en Balintawak en Roosevelt werden medio 2010 geopend. Het overstapstation North Avenue zal na opening de bereikbaarheid van Quezon City vergroten, doordat het alternatief voor wegverkeer over de drukke boulevards verder verbeterd wordt. Eventueel wordt nog een tussenstation geopend, Malvar, daar is najaar 2010 nog geen uitsluitsel over. Voor een plan voor toekomstige verlenging van LRT-1 in zuidelijke richting zijn enige voorbereidingen getroffen; de overheid is bezig de benodigde gronden te verkrijgen. Deze uitbreiding zou Parañaque City, Las Piñas en Bacoor aandoen. Naar het verlengen van LRT-2 is in het verleden studiewerk verricht. Aan westelijke kant wordt gedacht aan een uitbreiding naar Divisoria, een stadsdeel van Manilla waar veel straatverkoop plaatsvindt, aan de oostelijke kant zou de paarse lijn Antipolo als nieuw eindpunt kunnen krijgen. De LRT autoriteit heeft de haalbaarheidsstudies nog in overweging. Daarnaast bestaat er een project om in de toekomst Manilla's grootste luchthaven, Ninoy Aquino International Airport, te verbinden met het het metronetwerk. Deze laatste studie verkeert in de verkenningsfase.